# Lothar Hermann

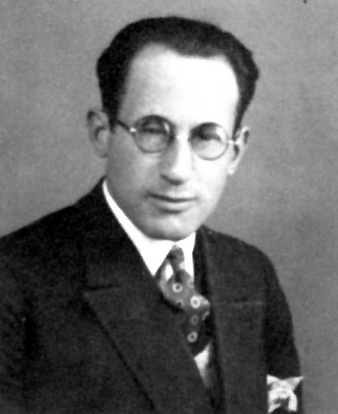
Lothar Hermann, 1935

Lothar Hermann (geboren am 11. November 1901 in Quirnbach; gestorben am 6. Juli 1974 in Coronel Suárez, Argentinien) war ein deutscher Jude und KZ-Überlebender, der maßgeblich zu Adolf Eichmanns Enttarnung in Buenos Aires beitrug, die schließlich zu dessen Entführung und Verurteilung führte.

## Leben und Wirken

### Frühe Lebensstationen und Exil
Hermann wurde 1901 als dritter Sohn des Viehhändlers Max Hermann und seiner Frau Sophie im kleinen Ort Quirnbach im Westerwald geboren. Von seinen elf Geschwistern verstarben einige früh. Nach der Schule absolvierte er in Wittlich beim jüdischen Textilhaus Stulz eine kaufmännische Lehre und arbeitete anschließend in einem Inkassobüro.
Ab seiner Lehrzeit war er möglicherweise Mitglied der KPD. Obwohl kein Zionist, soll er zusammen mit seinem Bruder Ludwig regelmäßig Devisen von Deutschland nach Frankreich geschmuggelt haben, um Juden in Palästina zu unterstützen. Dabei fiel er mehrfach polizeilich auf. 1935 wurde er bei einem weiteren Devisenschmuggel nach Frankreich mit 90 Reichsmark in flagranti ertappt, von der Gestapo verhaftet und wegen Verdachts auf Spionage im KZ Dachau inhaftiert. Dort wurde er schwer misshandelt und verlor durch Schläge die Sehkraft eines Auges.
Nach seiner KZ-Haftentlassung verließ Hermann Deutschland im August 1936 in Richtung Niederlande. Dort lernte er seine spätere nichtjüdische Frau Marta Waldmann kennen. Im Dezember 1938 emigrierte er mit seiner Frau über Rotterdam nach Montevideo (Uruguay) und zog dann nach Argentinien weiter. 1942 wurde seine Tochter Silvia geboren, die jedoch nicht im jüdischen Glauben erzogen wurde. Während der NS-Zeit wurde, mit Ausnahme seines Bruders Hugo und drei weiterer Angehöriger, seine gesamte Familie ermordet.

### Enttarnung Adolf Eichmanns
Nach dem Ende des Zweiten Weltkriegs lebte Hermann als staatenloser Jude in Olivos im Ballungsraum von Buenos Aires. Als Rentenberater trat er – obwohl nie promoviert – mit Doktortitel auf und beriet deutsch-jüdische Emigranten bei der Durchsetzung ihrer Ansprüche auf „Wiedergutmachung“. Argentinien war während der NS-Diktatur zum drittwichtigsten Exilland für europäische Juden geworden. Während der Präsidentschaft Juan Peróns gelangten vermehrt aber auch geflohene Täter des NS-Regimes nach Argentinien, die unter Perón bis zu seinem Sturz 1955 nichts zu befürchten hatten. Auch in den Folgejahren zeigte Argentinien wenig Interesse, die nationalsozialistischen deutschen Verbrecher zu verfolgen und auszuliefern.
1954 traf Hermanns damals 12-jährige Tochter Silvia im Stadtteilkino York zufällig auf Eichmanns ältesten Sohn Klaus, der zu diesem Zeitpunkt 17 Jahre alt war. Die Umstände, unter denen Silvia bzw. Lothar Hermann den Verdacht schöpften, bei  Klaus handele es sich um den Sohn Adolf Eichmanns, werden in verschiedenen Quellen unterschiedlich beschrieben.
Noch 1954 gab Hermann seine Vermutungen zuerst der jüdischen Gemeinde in Buenos Aires und dann der DAIA (Delegacion de Asociaciones Israelitas Argentinas), der jüdischen politischen Dachorganisation in Argentinien, weiter, die aber nicht darauf reagierten. Spätestens 1957 leitete Hermann seine Information an den deutschen Staatsanwalt Fritz Bauer weiter und auch an Tuviah Friedman, der von Israel aus versuchte, Nazi-Verbrecher zu ermitteln, aber bei der weiteren Kontaktaufnahme mit Hermann von den israelischen Behörden massiv behindert wurde. Fritz Bauer, der zu diesem Zeitpunkt in Hessen als Generalstaatsanwalt arbeitete, gab diese Information seinerseits auf geheimem Weg an den israelischen Auslandsgeheimdienst Mossad weiter.
Zwei Mossad-Missionen nach Buenos Aires 1957/1958 jedoch erzielten keine Ergebnisse; der Geheimdienst zweifelte an Hermanns Tipps, der inzwischen auf seinem anderen Auge an Grauem Star erkrankt und nahezu blind war. Erst auf konstanten Druck Fritz Bauers hin und nach einem weiteren Hinweis von Gerhard Klammer gab Ben Gurion im Dezember 1959 den Befehl zur Entführung von Eichmann. Die Agenten entführten Eichmann 1960 schließlich nach Israel, wo ihm 1961 der Prozess gemacht und er nach seiner Verurteilung 1962 hingerichtet wurde.
Lothar Hermann forderte 1961 postalisch von der israelischen Regierung die ausgelobte Belohnung von 10.000 Dollar für Eichmanns Ergreifung. Die Regierung lehnte dies ab, da diese Summe durch Tuviah Friedman ausgesetzt worden sei, nicht jedoch offiziell durch den Staat. Laut Gaby Weber drohte Hermann daraufhin damit, „schwere Verbrechen“ der Entführer anzuzeigen, denn die Entführung sei „mit Erpressung und Täuschung verbunden“.
Am 21. März 1961 wurde Hermann von der argentinischen Polizei verhaftet. Angeblich hatte diese den Hinweis erhalten, es handle sich bei ihm um den in Argentinien vermuteten KZ-Arzt Josef Mengele. Im argentinischen Gefängnis gefoltert, brachte erst ein Vergleich der Fingerabdrücke nach 14 Tagen Aufklärung und Hermann kam frei. Hermanns Familie war laut eigenen Angaben in den folgenden Jahren Ziel von Anfeindungen aus der deutschen Community, neben antisemitischen Drohungen auch Drohungen von Menschen, die Hermann für Mengele hielten.
Die von dem Autor und Nazijäger Tuviah Friedman ausgesetzte Belohnung von 10.000 US-Dollar für die Ergreifung Eichmanns wurde zur Regierungszeit Golda Meirs 1972 an Hermann gezahlt, nachdem er erneut per Brief korrespondiert hatte.
Aus Angst vor einem Racheakt floh Hermanns Tochter Silvia in die USA. Bis zu seinem Tod im Juli 1974 in Argentinien traf Lothar Hermann seine Tochter nie wieder.

## Nachwirken und Bewertung
Weder Lothar Hermann noch seine Tochter Silvia sprachen je öffentlich über ihre Hinweisgabe zu Adolf Eichmann. Lothars Großnichte Liliana Hermann ist nach privaten Recherchen davon überzeugt, dass der Staat Israel die Hinweise ihres Großonkels absichtlich ignorierte. Ihre Ansichten kommen in mehreren Artikeln der Publizistin Gaby Weber zum Ausdruck.
Der Autor und Regisseur Raymond Ley produzierte 2010 das Doku-Drama Eichmanns Ende – Liebe, Verrat, Tod. In ihrer Rezension kritisiert die FAZ, „das Familiendrama der Hermanns [sei] mit Fernsehfilmphantasie erfunden“. Dass Silvia Hermann keine Auskünfte gebe, solle von den Filmmachern respektiert werden, statt eine „Thriller-Dramaturgie“ zu erzeugen.
Regisseur Chris Weitz inszenierte 2018 das Historiendrama Operation Finale, in dem Hermann von Peter Strauss verkörpert wurde.
Eine in Argentinien gehostete Website berichtet ausführlich über Hermann. Enthalten sind auch Fotos und Hinweise zur Ehrung seines Verdienstes. In einem englischsprachigen Artikel auf einer von Jack Beckett verantworteten Website wird Lothar Hermann ebenfalls als explizit erster Informant und erste Quelle für den Eichmann-Wohnort genannt.
„Erst 1972 bewilligte Golda Meir, die israelische Premierministerin, die Auszahlung der versprochenen Belohnung. Sie erkannte damit an, dass die Entdeckung von Adolf Eichmann auf Lothar Hermann zurückgegangen ist. 1974 starb er in Coronel Suarez, wo er begraben wurde. Aber erst am 13. August 2012 wurde Lothar Hermann posthum vom Staat Israel geehrt – als Person, die Eichmann entdeckte, ihn verfolgte und seine Verhaftung beschloss. Sechs Wochen später, am 28. September 2012, ehrte Ricardo Moccero, Bürgermeister der Stadt Coronel Suarez, Lothar Hermann, der seine letzten Lebensjahre in dieser Stadt verbracht hatte. Liliana Hermann, die Großnichte und seine früheren Nachbarn sowie die jüdische Gemeinde von Coronel Suarez waren anwesend, als eine Gedenktafel übergeben und an die Ungerechtigkeiten, die Lothar Hermann erleben musste, erinnert wurde. Lange Zeit blieb das Grab namenlos, jetzt wurde es gepflegt und auf dem Grabstein sein Name angebracht.“